# Rhyothemis fenestrina
Rhyothemis fenestrina е вид водно конче от семейство Libellulidae. Видът не е застрашен от изчезване.

## Разпространение
Разпространен е в Ангола, Ботсвана, Габон, Гана, Замбия, Кения, Република Конго, Либерия, Малави, Намибия, Нигерия, Танзания и Уганда.